# Manuel Deodoro da Fonseca
Manuel Deodoro da Fonseca, född 5 augusti 1827 i nuvarande Marechal Deodoro, Alagoas, Brasilien, död 23 augusti 1892 i Rio de Janeiro, Brasilien, var en brasiliansk politiker och militär. Han ledde den militärkupp som störtade kejsar Pedro II och gjorde slut på den brasilianska monarkin. Deodoro da Fonseca var republiken Brasiliens förste president 1889–1891.